# 2237 Melnikov
2237 Melnikov је астероид главног астероидног појаса са пречником од приближно 20,54 .
Афел астероида је на удаљености од 3,824 астрономских јединица (АЈ) од Сунца, а перихел на 2,459 АЈ.
Ексцентрицитет орбите износи 0,217, инклинација (нагиб) орбите у односу на раван еклиптике 2,399 степени, а орбитални период износи 2034,275 дана (5,569 година).
Апсолутна магнитуда астероида је 11,30 а геометријски албедо 0,126.
Астероид је откривен 2. октобра 1938. године.